# 버로어
버로어(võro kiilʼ [ˈvɤro kʲiːlʲ], 에스토니아어: võru keel)는 핀우그리아어파에 속하는 언어이다. 예부터 에스토니아어의 남동부 방언쯤으로 여겨져 왔으나, 오늘날에는 독자적 문어전통을 가진 별도의 언어로 인정받기 위해 노력하고 있다. 약 7만명이 이 말을 일상언어로 쓰고 있으며 사용자는 주로 에스토니아 남동부 버루 지역에 집중되어 있다. 또한 에스토니아의 큰 도시들인 탈린이나 타르투 등에도 버로어를 쓰는 사람들이 진출해 있다.

## 역사
버로어는 오늘날 에스토니아 영토 남부에서 쓰이던 부족들의 말을 이어받은 데 반해, 에스토니아어는 북부 부족의 말을 이어받았다. 버로어를 쓰는 사람들은 오늘날에는 라트비아나 러시아 영토에 속해 있는 다른 조그만 지역에서도 살았다. 버로어외에 남부의 주요 방언으로는 물기 방언, 타르투 방언, 그리고 세토 방언(방언인지 언어인지 논쟁 중)등이 있다.

## 현황
에스토니아 정부는 법적으로 버로어에 "소수언어 지위"를 부여하고 있지 않으며, 소멸위기언어로 간주한다.
'우마 레흐트'(우리의 신문이란 뜻)라는 순 버로어로 발간되는 신문이 있으며, 약 26개의 공립학교에서 버로어를 특별활동의 일환으로 가르치고 있다. 2004년에 치러진 유로비전 송 콘테스트에서 공연된 '티이'(Tii)라는 노래는 버로어 노래이다.

## 음운

### 홀소리
|        | 전설 모음 | 전설 모음 | 후설 모음 | 후설 모음 |
| 비원순 | 원순      | 비원순    | 원순      |           |
| ------ | --------- | --------- | --------- | --------- |
| 고모음 | i         | y         | ɯ         | u         |
| 중모음 | e         | ø         | ɤ         | o         |
| 저모음 | æ         |           | ɑ         |           |

### 닿소리
|        |          | 입술소리 | 입술소리 | 치경음 | 치경음   | 경구개음 | 연구개음 | 연구개음 | 성문음 | 성문음 |
| 평음   | 구개음화 | 평음     | 구개음화 | 평음   | 구개음화 | 경구개음 | 평음     | 구개음화 |        |        |
| ------ | -------- | -------- | -------- | ------ | -------- | -------- | -------- | -------- | ------ | ------ |
| 비음   | 비음     | m        | mʲ       | n      | nʲ       |          | ŋ        | ŋʲ       |        |        |
| 파열음 | 파열음   | p        | pʲ       | t      | tʲ       |          | k        | kʲ       | ʔ      |        |
| 파찰음 | 파찰음   |          |          | ts     | tsʲ      |          |          |          |        |        |
| 마찰음 | 무성음   | f        | fʲ       | s      | sʲ       |          |          |          | h      | hʲ     |
| 마찰음 | 유성음   | v        | vʲ       |        |          |          |          |          |        |        |
| 접근음 | 접근음   |          |          | l      | lʲ       | j        |          |          |        |        |
| 전동음 | 전동음   |          |          | r      | rʲ       |          |          |          |        |        |

## 버로어와 에스토니아어의 다른점
- 에스토니아어와 북부방언에서는 없어진 모음조화가 남아 있음.
- 에스토니아어에는 없는 고어 어휘가 남아 있음(일상어휘에서는 차이가 나나, 버로어의 일상어휘가 에스토니아어에서는 낡은 문어 어휘로 남아있어 이해는 가능)

## 같이 보기
- 핀어군